# Sergio I di Costantinopoli
Sergio I (Siria, 565 circa – Costantinopoli, 9 dicembre 638) è stato un arcivescovo e politico bizantino, patriarca di Costantinopoli dal 610 fino al 638, anno in cui è morto. Politico e religioso esperto e duttile, fu per quasi trent'anni il principale collaboratore dell'imperatore bizantino Eraclio I (610-641).

## Un nuovo patriarca ed imperatore per Costantinopoli
Divenne patriarca di Costantinopoli nel 610, dopo che Eraclio I spodestò Foca. Sergio fu il successore di Tommaso I, in quanto quest'ultimo fu destituito poiché non voleva collaborare con Eraclio. Il 3 ottobre 610 Sergio fu proclamato patriarca; il 5 ottobre dello stesso anno, nella cappella di Santo Stefano, all'interno del Gran Palazzo, incoronò Eraclio I imperatore dei Bizantini, sposandolo allo stesso tempo con Fabia, che cambiò il nome in Eudocia.

## Eraclio e Martina
Eudocia fu molto stimata a Costantinopoli ma morì nel 612 ed Eraclio I, in seguito, sposò sua nipote Martina. Il secondo matrimonio non venne mai approvato. Nel regno dei due figli di Eraclio I, Martina diventò il centro del potere e dell'intrigo politico a Costantinopoli. Il patriarca Sergio I incoronò Martina, ma cercò in ogni modo di convincere l'imperatore a ripudiarla. Il Patriarca Niceforo racconta che una volta Eraclio rispose:
(Eraclio I)
Ciò che accadde in seguito parve ai detrattori di Martina una prova del peso di tali responsabilità: la coppia ebbe dieci figli, dei quali quattro morti in tenera età e due disabili.

## Un patriarca salvatore dell'Impero
Durante il regno di Eraclio I, i Persiani attaccarono l'Impero Bizantino; si andava incontro al rischio che Costantinopoli potesse essere espugnata. Per rimediare a ciò Eraclio fece ripiegare le forze bizantine che gli restavano, e si preparò alla vendetta. Per far fronte alle spese ottenne il pieno appoggio di Sergio e per questo si poté impossessare dei beni della Chiesa; dimezzò il soldo delle truppe e dei funzionari dell'Impero; arruolò più volontari possibili, concedendo terre militari in cambio del servizio, così da assicurarne il pagamento alle sue forze armate.
La campagna di Eraclio I stava procedendo in modo distruttivo per i Persiani, e per questo il loro re Cosroe II, si alleò con gli Avari, i quali, nel luglio del 626, cinsero d'attacco Costantinopoli. Sergio, rimasto con pochi soldati nella capitale, dovette organizzare la difesa. Egli riuscì a ricacciare indietro gli attaccanti, che stavano sbarcando i loro soldati; il patriarca, accorgendosene, le fece incendiare, determinando la sconfitta degli assedianti e la liberazione della città. Si narra che in quest'occasione per la prima volta venne innalzato l'inno Akathistos quale ringraziamento alla Theotókos, il cui tempio alle Blacherne era rimasto miracolosamente intatto.
La grande vittoria del 10 agosto 626 determinò la fuga dei Persiani da Costantinopoli, ma soprattutto la fine degli Avari, il cui predominio sugli altri popoli Slavi crollò.

## La religione
Sua costante preoccupazione fu ripristinare l'unità religiosa fra cattolici e monofisiti: favorì un patto di riunione fra le confessioni cristiane, stilato in Egitto da Ciro, patriarca di Alessandria, nel 633.
Gli viene attribuita, ma quasi certamente senza fondamento, la composizione del più antico inno in onore di Maria, l'Acatisto (dal greco Akathistos, non seduto, perché deve essere cantato in piedi).
Le conquiste persiane in Siria ed Egitto nei primi decenni del VII secolo ai danni dell'Impero romano d'Oriente spinsero l'imperatore Eraclio a tentare la pacificazione tra gli ortodossi, sostenitori dell'esistenza in Cristo di due nature, umana e divina, e i monofisiti, sostenitori dell'esistenza in Cristo di una sola natura divina. Egli voleva dare maggiore compattezza all'interno, per togliere ai nemici esterni all'Impero la possibilità di sfruttare le divisioni religiose tra i cristiani. Eraclio incaricò Sergio di trovare una formula convincente per entrambe le correnti.
Sergio ritenne che i monofisiti avrebbero accolto la dottrina del concilio di Calcedonia del 451, che affermava l'esistenza in Cristo di due nature, umana e divina, se in cambio gli ortodossi avessero ammesso un'unica forma di attività, detta anche "operazione", cioè un'unica energia in Gesù Cristo (monoenergismo).
Quando l'intesa pareva raggiunta, il Patriarca di Gerusalemme Sofronio si oppose; Sergio cercò allora di superare la controversia con un compromesso: redasse nel 638 l'Ekthesis, una professione di fede che doveva esser accettata sia da chi professava un'unica "operazione", come i cristiani monofisiti e i monoenergiti, sia da chi ne professava due, come i cattolici ortodossi.

## L'Ekthesis
In modo simile, anche l’espressione di due operazioni o energie può scandalizzare molti, posto che non si trova in nessuno dei santi e venerati Padri: così che, se confessiamo due volontà nel Verbo di Dio, segue da quello che entrambe possono essere contraddittorie, volendo da una parte compiere la passione redentrice e dall’altra l’incarnazione in Lui prodotta può resistere, ovviamente d’accordo con la propria volontà; pertanto, voler introdurre due volontà contrarie è empio ed estraneo al dogma cristiano. Se persino il folle Nestorio, che si permise di dividere l’umanità divina di nostro Signore introducendo due figli, non osò parlare delle volontà di questi e, al contrario, confessò una volontà consonante in Lui, una volta costituite le due persone, com’è possibile, confessando la fede ortodossa e glorificando il figlio signore nostro Gesù Cristo vero Dio, confessare il lui due volontà contrarie fra loro?
Per cui, conseguenti con i santi padri in tutto e in questo, confessiamo una volontà in nostro signore Gesù Cristo verissimo Dio; in modo che, in nessun momento, dal suo corpo animato intellettualmente, per proprio e separato impeto, nessuna scelta contraria può prodursi dalla sua sostanza naturale in mutua unione col Verbo di Dio se non solo quando, quale e quanta lo stesso Verbo volesse. Questi dogmi di pietà ci trasmisero coloro che dall’inizio li videro di persona e furono fatti ministri della parola, suoi discepoli e successori; e poi, i dottori della Chiesa ispirati da Dio e anche i cinque santi sinodi universali: quello di Nicea, quello di questa regia città, il primo di Efeso, quello di Calcedonia, e nuovamente, quello di Costantinopoli che fu il quinto dei concili celebrati.
E seguendo in tutto questi concili e accettando i suoi divini dogmi, tutto quanto promulgarono, noi promulghiamo; e coloro che rifiutano, noi rifiutiamo; e anatemizziamo, principalmente, Novaziani, Sabelliani, Ariani, Eunomiani, Macedoniani, Apollinaristi, Origeniani, Evagriani, Didimo, Teodoro di Mopsuestia, Nestorio, Eutiche, Dioscoro, Severo e gli empi affiliati di Teodoreto contrari alla retta fede del primo sinodo efesino e dei dodici capitoli di san Cirillo, e quanto si scrisse a favore di Teodoro e di Nestorio, e l’epistola detta di Iba. Ed esortiamo tutti i cristiani a pensare e a glorificare così, niente aggiungendo, niente sottraendo e niente mutando di quel che resta scritto: le definizioni eterne che, ispirate da Dio, prefissarono i sacerdoti della Chiesa per la salvezza di tutti.»
(Eraclio I, fedele in Gesù Cristo, imperatore per Dio, lo firmò.)
Il documento voleva dunque proibire di pronunciarsi sull'esistenza di una o due energie in Cristo, ma affermava l'esistenza di una sola volontà: è chiaro che se quest'ultima proposizione poteva essere accettata da monofisiti e monotelisti, i sostenitori, appunto, dell'unica volontà in Cristo, non poteva tuttavia soddisfare gli ortodossi. Sergio morì alla fine di quello stesso anno 638.
Nel 681, al III Concilio di Costantinopoli, il monotelismo ed il monoenergismo vennero definitivamente condannati con la scomunica, anche post-mortem, di tutti i loro sostenitori, Sergio compreso.